# Вальтер Ульбріхт

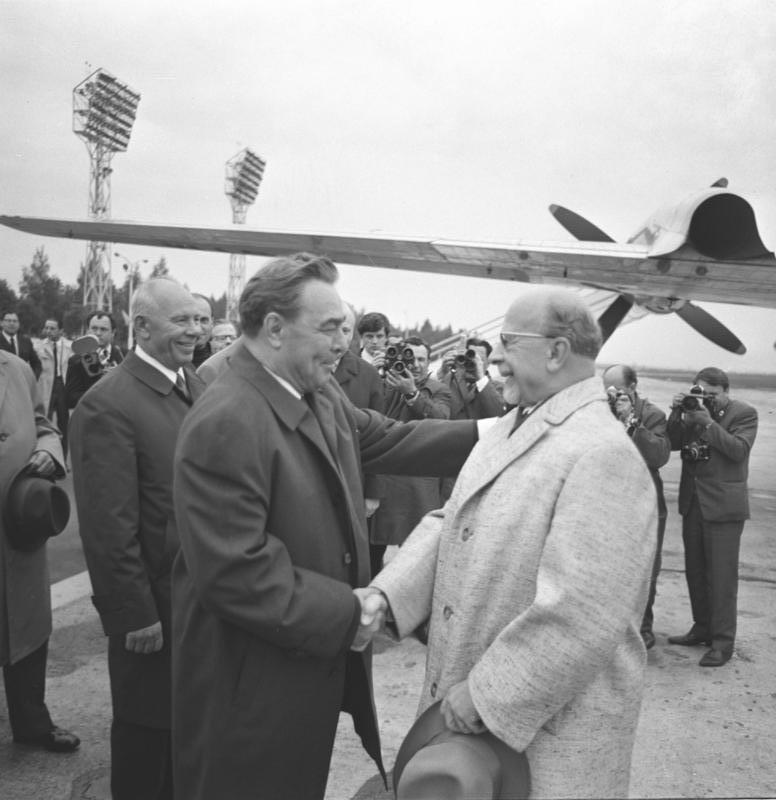
Зустріч в аеропорту Внуково Брежнєвим і Підгорним (на другому плані) делегації НДР на чолі з Ульбріхтом. 3 червня 1969 року

Ва́льтер У́льбріхт (нім. Walter Ernst Paul Ulbricht; нар. 30 червня 1893 — пом. 1 серпня 1973) — керівник НДР. Як Перший секретар ЦК Соціалістичної єдиної партії Німеччини в 1950–1971 роках відіграв значну роль у становленні НДР, у її відділенні та ізоляції від ФРН та Західної Європи; був ініціатором спорудження Берлінського муру.

## Партійна кар'єра
Народився 30 червня 1893 року в місті Лейпциг в сім'ї столяра, починаючи з 1907 року також працював столяром.
У 1912 році вступив до Соціал-демократичної партії Німеччини. У 1915 мобілізований. З 1918 — член «Союзу Спартака». Під час Листопадової революції 1918 року — член корпусної ради солдатських депутатів, згодом — Ради робітничих і солдатських депутатів Лейпцига.
Один із засновників лейпцизької організації Комуністичної партії Німеччини (КПН). У 1919 році — член окружного комітету КПН у Середній Німеччині, редактор газети «Классенкампф». У 1921–1923 роках — політичний секретар окружної організації КПН в Тюрингії. У 1923 році його вперше обрано до ЦК, членом якого Ульбріхта безперервно обирали з 1927 року. У 1926–1928 роках — депутат ландтагу Саксонії, у 1928–1933 роках — Рейхстагу; у 1928–1929 роках — представник КПН при виконкомі Комінтерну. Після приходу до влади Гітлера працював у підпіллі, наприкінці 1933 року емігрував і незабаром переїхав до Москви. З 1935 року — член Політбюро, з 1938 — знову обіймає посаду представника КПН при виконкомі Комінтерну. Одночасно працює в німецькій редакції московського радіо. З початком німецько-радянської війни агітує серед військовополонених, під час Сталінградської битви через гучномовець агітував німецьких солдатів до здачі в полон; у 1943 році бере участь у створенні серед військовополонених Національного комітету «Вільна Німеччина».

## Керівництво НДР
У 1945 році повертається до Німеччини. У 1946—1949 роках — заступник голови Соціалістичної єдиної партії Німеччини, з 1949 року — член Політбюро ЦК СЄПН, у 1949—1955 роках — заступник прем'єр-міністра НДР, з 1950 по 1973 роки — глава СЄПН (назва посади — спочатку генеральний секретар, з 1953 року — перший секретар ЦК). Одночасно був заступником прем'єр-міністра (до 1955), у 1955—1960 був першим заступником голови Ради Міністрів, у 1960—1971 роках — голова Національної ради оборони, з 1960 року — голова Державної ради НДР.
Був відомий як сталініст; проголошений ним 1952 року курс на «поступове будівництво соціалізму» за радянським зразком викликав загальне невдоволення в країні і став причиною повстання в червні 1953 року, у ході якого Ульбріхт був змушений тікати під захист радянських військ в резиденцію радянської окупаційної адміністрації Карлсхорст. Повстання, придушене радянськими військами, зміцнило становище Ульбріхта, оскільки дозволило йому розправитися з внутрішньопартійною опозицією і змусило Москву відмовитися від думки змістити його, що виглядало б як прояв слабкості.

Влітку 1961 року під час Берлінської кризи й наростаючої хвилі біженців з НДР до ФРН, приготування східно-німецької влади до закриття єдиної, що залишилась незакритою, ділянки німецько-німецького кордону в Берліні стали очевидні. Влітку 1961 року з НДР у ФРН через Берлін щодня емігрувало в середньому 1000 осіб (у липні 30 тис., в серпні 48 тис.). Однак на історичній урядовій прес-конференції для закордонних ЗМІ від 15 червня 1961, що сталася пізніше, на пряме запитання кореспондентки Frankfurter Rundschau Анне-Марі Дохер «… Чи означає по-вашому, що біля Потсдамських воріт буде зведено державний кордон?» — публічно заявив: 
|  | Я ваше запитання зрозумів так, що в Західній Німеччині є люди, охочі до того, щоб ми мобілізували будівельників звести стіну. Мені невідомо про подібні наміри. Будівельники нашої столиці задіяні у зведенні житла… Ніхто не збирається зводити стіну! |

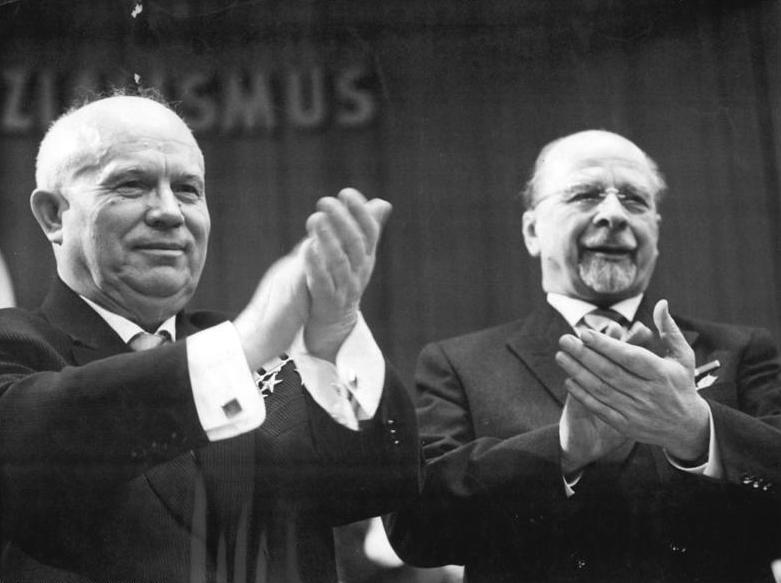
Хрущов і Ульбріхт

Через неповних два місяці за його наказом без офіційного попередження вночі 13 серпня 1961 прикордонні війська НДР почали спішне будівництво ізоляційної стіни і прикордонних укріплень навколо Західного Берліна. Таким чином Вальтер Ульбріхт виявився державним діячем, чий публічний обман увійшов в аннали історії.
У 1971 році подав у відставку з усіх посад «за станом здоров'я», заяву написано під тиском Брежнєва. Після цього до керівництва прийшов Еріх Гонеккер. До своєї смерті обіймав номінальну посаду Почесного голови СЄПН.

## Оцінки особистості
У народі його називали «Шпіцбарт» (Гостробородий) і «Ну-ну» (характерно-саксонський вираз згоди). Часто передражнювано його манеру говорити, включаючи специфічний лейпцизький діалект і паразитну частку «ja» (так/адже), яку він постійно вставляв між словами.

## Нагороди
- Герой Праці НДР (1953, 1958, 1963)
- Три ордени Карла Маркса
- Герой Радянського Союзу (1963)
- Орден Леніна (1963)
- Орден Жовтневої Революції
- Орден Вітчизняної війни 1-го ступеня
- Орден Вітчизняної війни 2-го ступеня
- Орден Трудового Червоного Прапора
- Орден Дружби народів
- Орден «Намисто Нілу» (1965)

## Зображення

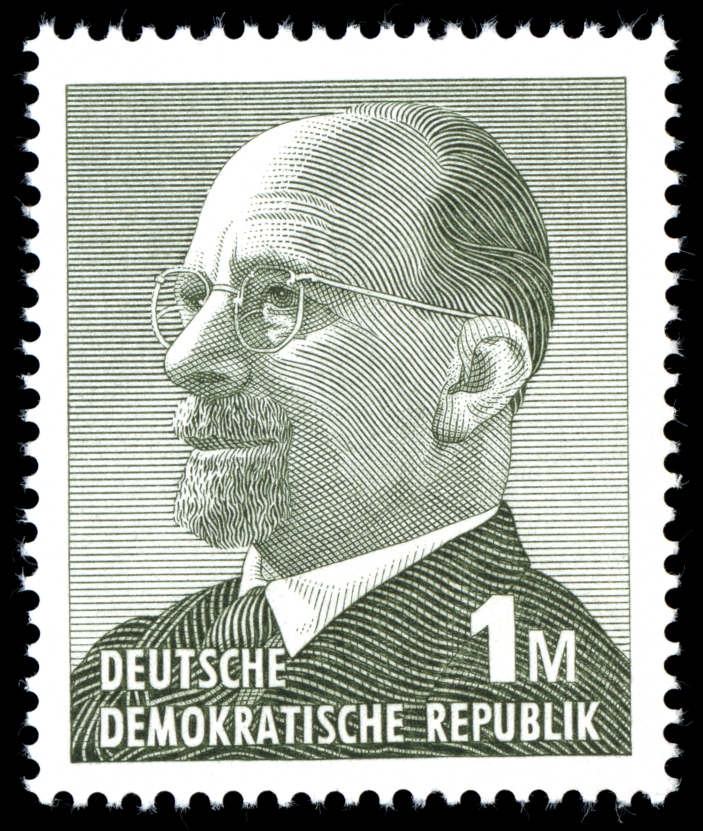
Вальтер Ульбріхт на поштовій марці НДР, номінал 1 марка
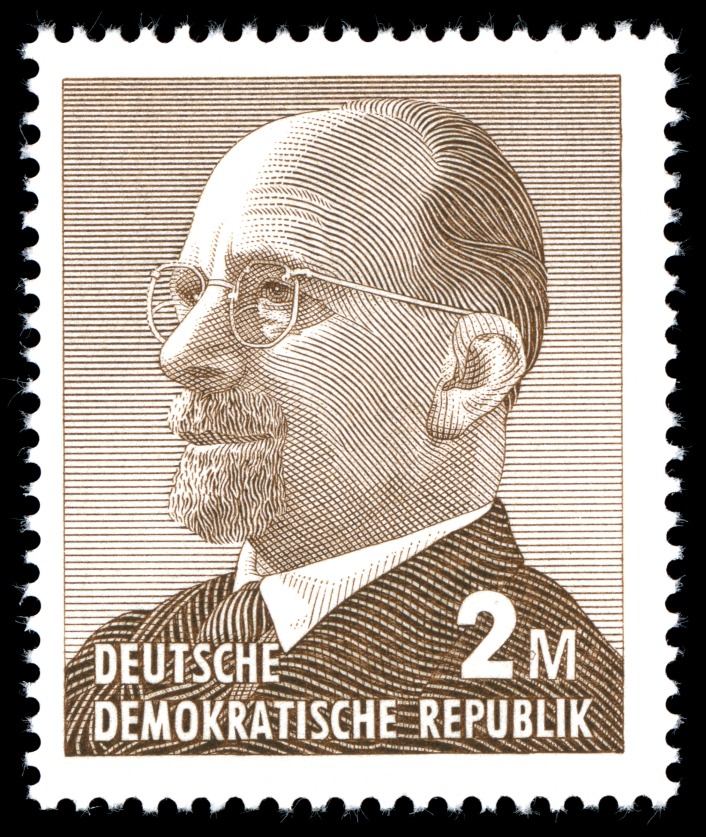
Вальтер Ульбріхт на поштовій марці НДР, номінал 2 марки

## Пам'ять
З 1973 по 1994 рік Новопіщана вулиця в Москві називалася вулицею Вальтера Ульбріхта.